# Kristian Meijer
Karl Kristian Meijer, född 4 februari 1980 i Burlöv, är en svensk tidigare handbollsspelare (högersexa).

## Karriär

### Första sejouren i Lugi, 1999-2006
Kristian Meijers moderklubb är Lugi HF och han började spela handboll när han var sju år. När han var 19 år debuterade han i seniorlaget. Han spelade 213 elitseriematcher och gjorde 742 mål där fram till 2006, då han blev utlandsproffs.

### Proffsåren 2006-2011
2006 var det dags att lämna Lugi och första proffsklubb blev spanska BM Torrevieja där han fick sällskap av sin gamle lagkamrat Carl-Johan Andersson. I Torrevieja spelade Meijer i två år. Sedan gick flyttlasset till Danmark och det spel för GOG Svendborg TGI. Under denna tid gjorde Meijer sin sista landskamp för Sverige. Han råkade ut för en svår korsbandsskada och säsongen 2009-2010 blev det inget spel. GOG Svendborg gick i konkurs 2010 och Meijer blev klubblös. Han flyttade tillbaka till Sverige men fick ett anbud från Nordsjælland Håndbold och spelade där säsongen 2010-2011.

### Återkomst till Lugi, 2011–2014
Han återkom som spelare 2011 till Lugi HF och spelade för klubben till 2014. Den 21 december 2012 gjorde han sitt 1 000:e mål i Lugitröjan. Han var då en av fyra spelare som gjort 1 000 mål i Lugi. Sten Sjögren 1 790 mål, Mommi Flemister 1 221 mål och Jonas Persson 1 159 mål. Efter Meijer har Niklas Gudmundsson och Anders Hallberg också gjort 1 000 mål i Lugitröjan. Det var inte Meijers tusende elitseriemål, för då räknas inte slutspelsmål osv. Aftonbladets journalist Johan Flinck avslöjade i februari 2013 att Meijer hade gjort 1 024 mål i Lugi men bara 878 mål i elitserien på 240 matcher. Exakta antalet mål till säsongslut 2014 är 1 121 och då är det mycket nära 1 000 elitseriemål. Hans sista match för klubben blev SM-finalen den 24 maj 2014 i Malmö Arena, som Lugi förlorade med 22–24. Sammanlagt spelade Meijer tio säsonger i Lugi och gjorde 336 matcher, näst flest i historien.

### Kort comeback i HK Malmö
På grund av många skador i HK Malmö gjorde Kristian Meijer comeback i den klubben under hösten 2014. Han spelade där några månader till årsskiftet 2014.

### Landslagspel
Kristian Meijers landslagskarriär blev inte så omfattande. Åren 2001–2008 spelade han 22 A-landskamper för Sverige